# Zelenîi Hai, Tomakivka
Zelenîi Hai (în ucraineană Зелений Гай, în germană Neuhorst) este localitatea de reședință a comunei Zelenîi Hai din raionul Tomakivka, regiunea Dnipropetrovsk, Ucraina. Satul a fost locuit de germanii pontici.   

## Demografie
Componența lingvistică a localității Zelenîi Hai
     Ucraineană (90%)
     Rusă (9,66%)
     Alte limbi (0,34%)
Conform recensământului din 2001, majoritatea populației localității Zelenîi Hai era vorbitoare de ucraineană (90%), existând în minoritate și vorbitori de rusă (9,66%).